# العلاقات النرويجية المصرية
العلاقات النرويجية المصرية هي العلاقات الثنائية التي تجمع بين النرويج ومصر.

## مقارنة بين البلدين
هذه مقارنة عامة ومرجعية للدولتين:
| وجه المقارنة                                              | النرويج                                                   | مصر           |
| --------------------------------------------------------- | --------------------------------------------------------- | ------------- |
| المساحة (كم2)                                             | 385.21 ألف                                                | 1.01 مليون    |
| عدد السكان (نسمة)                                         | 5.33 مليون                                                | 94.80 مليون   |
| الكثافة السكانية (ن./كم²)                                 | 13.84                                                     | 93.86         |
| العاصمة                                                   | أوسلو                                                     | القاهرة       |
| اللغة الرسمية                                             | بوكمول، لغات السامي، نينوشك، اللغة النرويجية              | اللغة العربية |
| العملة                                                    | كرونة نروجية                                              | جنيه مصري     |
| الناتج المحلي الإجمالي (بليون دولار)                      | 398.83 مليار                                              | 235.37 مليار  |
| الناتج المحلي الإجمالي (تعادل القوة الشرائية) بليون دولار | 322.23 مليار                                              | 998.67 مليار  |
| الناتج المحلي الإجمالي الاسمي للفرد دولار أمريكي          | 74.40 ألف                                                 | 3.61 ألف      |
| الناتج المحلي الإجمالي للفرد دولار أمريكي                 | 65.61 ألف                                                 |               |
| مؤشر التنمية البشرية                                      | 0.944                                                     | 0.690         |
| رمز المكالمات الدولي                                      | +47                                                       | +20           |
| رمز الإنترنت                                              | .no                                                       | .eg، .مصر     |
| المنطقة الزمنية                                           | ت ع م+01:00، ت ع م+02:00، توقيت وسط أوروبا، أوروبا/أوسلو ‏ | ت ع م+02:00   |

## منظمات دولية مشتركة
يشترك البلدان في عضوية مجموعة من المنظمات الدولية، منها:
| علم المنظمة | اسم المنظمة                               | تاريخ انضمام النرويج | تاريخ انضمام مصر |
| ----------- | ----------------------------------------- | -------------------- | ---------------- |
|             | مؤسسة التنمية الدولية                     | 24 سبتمبر 1960       | 26 أكتوبر 1960   |
|             | يونسكو                                    | 4 نوفمبر 1946        | 22 يناير 1947    |
|             | وكالة ضمان الاستثمار متعدد الأطراف        | 9 أغسطس 1989         | 12 أبريل 1988    |
|             | الأمم المتحدة                             | 27 نوفمبر 1945       | 24 أكتوبر 1945   |
|             | الفريق المعني برصد الأرض                  | ?                    | فبراير 2005      |
|             | الاتحاد البريدي العالمي                   | ?                    | ?                |
|             | البنك الدولي للإنشاء والتعمير             | 27 ديسمبر 1945       | 27 ديسمبر 1945   |
|             | المنظمة الهيدروغرافية الدولية             | ?                    | 21 يونيو 1921    |
|             | الاتحاد الدولي للاتصالات                  | 1866                 | 9 ديسمبر 1876    |
|             | مؤسسة التمويل الدولية                     | 20 يوليو 1956        | 20 يوليو 1956    |
|             | المركز الدولي لتسوية المنازعات الاستشارية | 15 سبتمبر 1967       | 2 يونيو 1972     |
|             | منظمة التجارة العالمية                    | 1995                 | 30 يونيو 1995    |
|             | منظمة الشرطة الجنائية الدولية             | ?                    | 7 سبتمبر 1923    |
|             | البنك الإفريقي للتنمية                    | 1963                 | 10 سبتمبر 1964   |

## وصلات خارجية
- موقع وزارة الخارجية النرويجية
- موقع وزارة الخارجية المصرية